# シル・ヴ・プレジデント
「シル・ヴ・プレジデント」は、日本のYouTuber・マルチエンターテイナーであるP丸様。の楽曲。P丸様。の代表曲であり、2021年12月現在で最大のヒット曲。
すとぷりのななもり。プロデュースにより2021年3月17日にリリースされた、P丸様。の1stアルバム『Sunny!!』の収録曲。作詞・作曲はボカロP・ギタリストのナナホシ管弦楽団（岩見陸）が担当。

## 反響・評価
2021年5月ごろにインターネット・ミーム化し、TikTok上でインフルエンサーを中心に、本曲の歌い始めのサビが使用されたフィンガー・ダンスの投稿が行われた。振りつけはTikTokerのおおしましゅんが手がけている。曲の自作イラスト動画を投稿する人が多く見られ、P丸様。本人もオフィシャルアカウントで公開している。
2021年7月5日、TikTokで2021年6月に話題となった曲を集めた「HOT SONG」プレイリストが公開され、楽曲が選ばれている。TikTok人気楽曲ランキングで連続首位を獲得し、人気曲となった。
2021年11月、「TikTok流行語大賞2021」に「シル・ヴ・プレジデント」がノミネートされる。同月時点でデジタル配信が4600万回再生を超え、ミュージックビデオの再生回数と合わせて1億回再生を突破している。
同年12月、歌ネットが発表した「2021年年間ランキング」の楽曲別ランキングにて、10位を獲得。同サイトでの楽曲の歌詞アクセス数は、90万回以上を記録した。
2022年3月、日本レコード協会が発表した「2022年2月度ストリーミング認定作品」でゴールド認定作品に選出。
ライターの長谷川賢人によると、嵐の二宮和也のYouTubeチャンネル「ジャにのちゃんねる」で曲のダンス動画が公開された際には、話題となった。

## チャート成績
「TikTok HOT SONG Weekly Ranking」で2021年4月5日から11日集計週にて10位で初登場し、4月26日から5月2日集計週で初の1位を記録。6月14日から6月20日で再び首位を獲得し、6月28日から7月4日集計まで3週連続で1位となった。
「JAPAN Heatseekers Songs」で2021年5月3日から5月9日の集計で初登場12位になり、6月7日から6月13日のチャートで初の首位を獲得。8月23日から8月29日の集計で9週連続、10度目の首位を獲得している。8月30日から9月5日の集計では、直近6か月中に4か月相当以上トップ20にチャートインしたことにより、チャートのルールにより、当週から除外対象となった。
LINE MUSICの月間ランキングでは、5月より3か月連続で50位以内に入っている。

## ミュージックビデオ
『Sunny!!』の発売日と同日の2021年3月17日にミュージックビデオがYouTubeで公開。ミュージックビデオの制作には、すとぷりの楽曲MVを多数制作してきたイラストレーター・nanaoと映像クリエイター・えるいーが参加。当初、ミュージックビデオの制作は予定されていなかったが、P丸様。にとって「かわいくて大好きな曲」であるため、楽曲の収録後に「無理を言って」制作が行われている。2024年1月時点で再生回数は9500万回を超えている。
2021年8月7日、曲のショートバージョンを英語、中国語で歌唱した動画がP丸様。のYouTubeチャンネルにて公開された。「楽曲をより多くの人にもっと楽しんで欲しい」という思いから、この新バージョンは新録されている。P丸様。によると、ミュージックビデオの公開後に海外から反応があったという。
2022年12月30日、『バンドリ! ガールズバンドパーティ!』に楽曲が追加されたことを記念して、ハロー、ハッピーワールド!とP丸様。がコラボレートし、描きおろしイラストが使用されたミュージックビデオを「バンドリちゃんねる☆」にて公開。

## 曲解説
中毒性が高く、「ライブ映え」するような「アップテンポな楽曲」。サビの「だ」の音が印象的である。
弁護士の岡野タケシによると、もし大統領になったとしても「君を勝手に捕まえる」ことはいけないといい、「人を逮捕するためには現行犯で逮捕するか、逮捕状を取得しないといけない」ため、不法な逮捕に該当するという。

## カバー
- ハロー、ハッピーワールド!［弦巻こころ（伊藤美来）］ - 2021年12月31日にゲーム『バンドリ! ガールズバンドパーティ!』に追加収録。共演は丸山彩（前島亜美）、倉田ましろ（進藤あまね）[34]。2022年12月14日発売の『バンドリ！ ガールズバンドパーティ！ カバーコレクション Vol.7』でCD初収録。2022年12月30日には、『BanG Dream!』プロジェクトのリアルバンドがカバー楽曲のオリジナルアーティストと共演する「エクストラ楽曲」として、P丸様。との共演版が追加収録された[35]。
- 魔界ノりりむ『LIGHTUPTONES"LiveAlbum』に収録[36]。
- 阿岐留カミラ（若井友希）、与那国緋花里（下地紫野） - ゲーム『ワールドダイスター 夢のステラリウム』に収録（2023年9月4日追加[37]）。